# Gerald McBoing-Boing
Gerald McBoing-Boing ist ein US-amerikanischer animierter Kurzfilm von Robert Cannon aus dem Jahr 1950. Er basiert auf einer Geschichte von Dr. Seuss.

## Handlung
Im Alter von zwei Jahren beginnt der kleine Gerald McCloy zu sprechen. Anstelle von Worten äußert er sich jedoch in Soundeffekten, wobei die ersten Äußerungen wie Boing-Boing klingen. Die Eltern holen einen Arzt, der jedoch keinen Rat weiß. Gerald wird also eingeschult und die Eltern hoffen, dass ihr Kind so sprechen lernt. Nach dem ersten Schultag wird Gerald jedoch der Schule verwiesen, da man einen Jungen, der nur Geräusche von sich gäbe, nicht unterrichten könne.
Die Soundeffekte, die Gerald von sich gibt, werden mit Heranwachsen des Jungen immer größer, er klingt nun wie eine Eisenbahn und gibt sogar Explosionsgeräusche von sich. Die anderen Kinder meiden ihn und auch sein Vater reagiert zunehmend ungehalten, sodass Gerald eines Nachts von zu Hause wegläuft. Bevor er auf einen vorbeikommenden Zug aufspringen kann, wird er von einem Mitarbeiter des NBC Radio Network angesprochen und für Radioübertragungen als Geräuschemacher engagiert. Er wird durch sein außergewöhnliches Talent ein Star und seine Eltern sind endlich stolz auf ihn.

## Produktion
Gerald McBoing-Boing beruht auf einer Geschichte von Dr. Seuss und wird gereimt vom Sprecher Marvin Miller erzählt. Der Film erlebte am 2. November 1950 seine Premiere.
Der Trickfilm wurde so populär, dass UPA mehrere Fortsetzungen herausbrachte: Gerald McBoing-Boing's Symphony (1953), How Now Boing Boing (1954) und den oscarnominierten Trickfilm Gerald McBoing! Boing! on Planet Moo (1956). Von 1956 bis 1957 lief zudem die The Gerald McBoing-Boing Show im US-amerikanischen Fernsehen sowie von 2005 bis 2007 die Kinderserie Gerald McBoing-Boing.

## Auszeichnungen
Gerald McBoing-Boing gewann 1951 den Oscar in der Kategorie „Bester animierter Kurzfilm“. Im Jahr 1952 wurde der Film bei den British Film Academy Awards mit einem Special Award ausgezeichnet.
Das National Film Preservation Board nahm Gerald McBoing-Boing 1995 in das National Film Registry auf.